# Список наград и номинаций фильма «Голгофа»
Список наград и номинаций фильма «Голгофа» (англ. Calvary), ирландско-британской чёрной трагикомедии 2014 года, повествующей о сельском священнике Джеймсе Лавелле, включает в себя полученные в 2014—2015 годах 43 номинации, из которых 9 победных. Большинства из этих премий удостоились режиссёр и сценарист Джон Майкл Макдонах и исполнитель главной роли Брендан Глисон. Также три номинации получил автор музыкального сопровождения Calvary: Original Motion Picture Soundtrack Патрик Кэссиди и одну — актриса второго плана Орла О’Рурк.
Премьера «Голгофы» состоялась на кинофестивале «Сандэнс». Затем фильм был удостоен «Приза экуменического жюри» на «Берлинале». На церемонии вручения Премии британского независимого кино Глисон получил награду в категории «Лучшая мужская роль», а также лента была выдвинута в трёх номинациях, включая «Лучший британский независимый фильм», «Лучший режиссёр» и «Лучший сценарий». Помимо этого, Европейская киноакадемия номинировала Глисона в категории «Лучший актёр».
В декабре 2014 года было объявлено, что саундтрек попал в длинный список из 114 претендентов на 87-ю премию «Оскар» за лучший саундтрек, но в итоге не оказался среди номинантов. В преддверии объявления номинантов за лучший фильм на иностранном языке интернет-издание The Daily Edge отмечало, что надежды ирландцев возлагались именно на «Голгофу», однако в длинный список претендентов попала другая лента — «Дар».

## Награды и номинации
| №     | Название                                         | Дата церемонии                   | Категория                           | Номинант            | Результат       | Ист.                 |
| ----- | ------------------------------------------------ | -------------------------------- | ----------------------------------- | ------------------- | --------------- | -------------------- |
| 64-й  | Берлинский кинофестиваль                         | 17 февраля 2014                  | Приз экуменического жюри            | «Голгофа»           | Победа          | [ 2 ] [ 10 ]         |
| 11-я  | Премия Ирландской академии кино и телевидения    | 5 апреля 2014                    | Лучший фильм                        | «Голгофа»           | Победа          | [ 11 ]               |
| 11-я  | Премия Ирландской академии кино и телевидения    | 5 апреля 2014                    | Лучший актёр (кино)                 | Брендан Глисон      | Победа          | [ 11 ]               |
| 11-я  | Премия Ирландской академии кино и телевидения    | 5 апреля 2014                    | Лучший сценарий (кино)              | Джон Майкл Макдонах | Победа          | [ 11 ]               |
| 11-я  | Премия Ирландской академии кино и телевидения    | 5 апреля 2014                    | Лучший режиссёр (кино)              | Джон Майкл Макдонах | Номинация       | [ 11 ]               |
| 11-я  | Премия Ирландской академии кино и телевидения    | 5 апреля 2014                    | Лучшая актриса второго плана (кино) | Орла О’Рурк         | Номинация       | [ 11 ]               |
| 11-я  | Премия Ирландской академии кино и телевидения    | 5 апреля 2014                    | Лучший оригинальный саундтрек       | Патрик Кэссиди      | Номинация       | [ 11 ]               |
| 13-й  | Международный кинофестиваль в Трансильвании      | 8 июня 2014                      | Премия ФИПРЕССИ                     | «Голгофа»           | Победа          | [ 12 ]               |
| 14-я  | World Soundtrack Awards                          | 25 октября 2014                  | Открытие года                       | Патрик Кэссиди      | Номинация       | [ 13 ] [ 14 ]        |
| 52-й  | Хихонский международный кинофестиваль            | 21—29 ноября 2014                | Лучший фильм                        | Джон Майкл Макдонах | Номинация       | [ 15 ] [ 16 ]        |
| 3-я   | Премия Ассоциации онлайн-кинокритиков Бостона    | 6 декабря 2014                   | Лучший актёр                        | Брендан Глисон      | Победа          | [ 17 ] [ 18 ]        |
| 3-я   | Премия Ассоциации онлайн-кинокритиков Бостона    | 6 декабря 2014                   | Лучший сценарий                     | Джон Майкл Макдонах | Победа          | [ 17 ] [ 18 ]        |
| 3-я   | Премия Ассоциации онлайн-кинокритиков Бостона    | 6 декабря 2014                   | Фильм года                          | «Голгофа»           | Восьмое место   | [ 17 ] [ 18 ]        |
| 17-я  | Премия британского независимого кино             | 7 декабря 2014                   | Лучший британский независимый фильм | «Голгофа»           | Номинация       | [ 3 ]                |
| 17-я  | Премия британского независимого кино             | 7 декабря 2014                   | Лучший режиссёр                     | Джон Майкл Макдонах | Номинация       | [ 3 ]                |
| 17-я  | Премия британского независимого кино             | 7 декабря 2014                   | Лучшая мужская роль                 | Брендан Глисон      | Победа          | [ 3 ]                |
| 17-я  | Премия британского независимого кино             | 7 декабря 2014                   | Лучший сценарий                     | Джон Майкл Макдонах | Номинация       | [ 3 ]                |
| 27-я  | Премия Европейской киноакадемии                  | 13 декабря 2014                  | Лучший актёр                        | Брендан Глисон      | Номинация       | [ 4 ]                |
| 27-я  | Премия Ассоциации кинокритиков Чикаго            | 15 декабря 2014                  | Лучший оригинальный сценарий        | Джон Майкл Макдонах | Номинация       | [ 19 ]               |
| 8-я   | Премия Общества кинокритиков Детройта            | 15 декабря 2014                  | Лучший актёр                        | Брендан Глисон      | Номинация       | [ 20 ]               |
| 8-я   | Премия Общества кинокритиков Детройта            | 15 декабря 2014                  | Лучший сценарий                     | Джон Майкл Макдонах | Номинация       | [ 20 ]               |
| 9-й   | IndieWire Critics Poll                           | 15 декабря 2014                  | Лучший сценарий                     | Джон Майкл Макдонах | Десятое место   | [ 9 ]                |
| 18-я  | Премия Общества сетевых кинокритиков             | 15 декабря 2014                  | Лучший актёр                        | Брендан Глисон      | Номинация       | [ 21 ] [ 22 ]        |
| 19-я  | Премия Общества кинокритиков Сан-Диего           | 15 декабря 2014                  | Лучший актёр                        | Брендан Глисон      | Номинация       | [ 23 ] [ 24 ]        |
| 11-я  | Премия Ассоциации кинокритиков Сент-Луиса        | 15 декабря 2014                  | Лучший артхаусный фильм             | «Голгофа»           | Номинация       | [ 25 ]               |
| 15-я  | Премия Общества кинокритиков Финикса             | 16 декабря 2014                  | Лучший актёр в главной роли         | Брендан Глисон      | Номинация       | [ 26 ] [ 27 ]        |
| 15-я  | Премия Общества кинокритиков Финикса             | 16 декабря 2014                  | Лучший фильм года                   | «Голгофа»           | Номинация       | [ 26 ] [ 27 ]        |
| 9-я   | Премия Круга кинокритиков Дублина                | 17 декабря 2014                  | Лучший ирландский фильм             | «Голгофа»           | Четвёртое место | [ 28 ]               |
| 16-й  | Village Voice Film Poll                          | 17 декабря 2014                  | Лучший сценарий                     | Джон Майкл Макдонах | Шестое место    | [ 29 ] [ 30 ] [ 31 ] |
| 16-й  | Village Voice Film Poll                          | 17 декабря 2014                  | Лучший актёр                        | Брендан Глисон      | Девятое место   | [ 29 ] [ 30 ] [ 31 ] |
| 3-я   | Премия Ассоциации кинокритиков Северной Каролины | 5 января 2015                    | Лучший оригинальный сценарий        | Джон Майкл МакДонах | Номинация       | [ 32 ]               |
| 3-я   | Премия Ассоциации кинокритиков Северной Каролины | 5 января 2015                    | Лучший нарративный фильм            | «Голгофа»           | Номинация       | [ 32 ]               |
| 3-я   | Премия Ассоциации кинокритиков Северной Каролины | 5 января 2015                    | Лучший актёр                        | Брендан Глисон      | Номинация       | [ 32 ]               |
| 4-я   | Премия Ассоциации кинокритиков Джорджии          | 9 января 2015                    | Лучший оригинальный сценарий        | Джон Майкл Макдонах | Номинация       | [ 33 ] [ 34 ]        |
| 4-й!! | International Online Film Critics' Poll          | 26 января 2015                   | Лучший сценарий                     | Джон Майкл Макдонах | Номинация       | [ 35 ]               |
| 30-я  | ASCAP Film and Television Music Awards           | 9 марта 2015                     | Саундтрек года                      | Патрик Кэссиди      | Номинация       | [ 36 ] [ 37 ]        |
| 1-я!! | Национальная кинопремия Великобритании           | 31 марта 2015                    | Лучший международный фильм          | «Голгофа»           | Номинация       | [ 38 ] [ 39 ]        |
| 1-я!! | Национальная кинопремия Великобритании           | 31 марта 2015                    | Лучшая драма                        | «Голгофа»           | Номинация       | [ 38 ] [ 39 ]        |
| 1-я!! | Национальная кинопремия Великобритании           | 31 марта 2015                    | Лучший актёр                        | Брендан Глисон      | Номинация       | [ 38 ] [ 39 ]        |
| 1-я!! | Национальная кинопремия Великобритании           | 31 марта 2015                    | Лучший режиссёр                     | Джон Майкл Макдонах | Номинация       | [ 38 ] [ 39 ]        |
| 41-я  | Премия «Сатурн»                                  | 25 июня 2015                     | Лучший международный фильм          | «Голгофа»           | Номинация       | [ 40 ] [ 41 ]        |
| 3-я   | Премия Días de Cine                              | 25 декабря 2015 (25 января 2016) | Лучший иностранный актёр            | Брендан Глисон      | Победа          | [ 42 ]               |
| 3-я   | Премия Días de Cine                              | 25 декабря 2015 (25 января 2016) | Лучший иностранный фильм            | «Голгофа»           | Четвёртое место | [ 42 ]               |

## Статистика
| Номинант            | Номинаций | Побед |
| ------------------- | --------- | ----- |
| Джон Майкл Макдонах | 14        | 2     |
| «Голгофа»           | 13        | 3     |
| Брендан Глисон      | 12        | 4     |
| Патрик Кэссиди      | 3         | —     |
| Орла О’Рурк         | 1         | —     |

| Год  | Церемоний | Номинаций |
| ---- | --------- | --------- |
| 2014 | 17        | 30        |
| 2015 | 7         | 13        |